# Anthodioctes costaricensis
Anthodioctes costaricensis är en biart som beskrevs av Urban 1999. Anthodioctes costaricensis ingår i släktet Anthodioctes och familjen buksamlarbin. Inga underarter finns listade i Catalogue of Life.